# Катедрала на Коронацията
Катедралата на Коронацията (на румънски: Catedrala Încoronării), посветена на Света Троица и светите архангели Михаил и Гавриил, е румънска православна църква в град Алба Юлия, Румъния. Подчинена е на Албаюлийската архиепископия на Трансилванската митрополия.
Построена скоро след и в чест на присъединяването на Трансилвания към Румъния, тя е резиденция на румънската Православна архиепископия в Алба Юлия.

## Предистория
Катедралата и околните сгради са построени в западната част на цитаделата на града, на мястото на кордегардията близо до Римското плато. Тя е замислена като допълнение към бившата резиденция на митрополита в Алба Юлия (тогава градът се нарича Белград/Bălgrad), където през 1597 г. Михай Витязул построява каменна църква. Когато цитаделата е преустроена в сегашния си вид през 1713 – 1714 г., хабсбургските власти събарят църквата и използват материалите ѝ за изграждането на нова църква близо до мястото, където в днешно време се намира железопътната гара. Мястото на бившата сграда в югоизточната част на цитаделата е маркирано от дървена мемориална църква.
Построена през 1921 – 1922 г., катедралата е готова за коронацията на 15 октомври 1922 г. на крал Фердинанд и кралица Мария като монарси на Велика Румъния. Това събитие се провежда в същия град, където на 1 декември 1918 г. е провъзгласено присъединяването на Трансилвания към Румъния, и има за цел да му придаде символична и религиозна тежест. Фердинанд, който е римокатолик, отказва да бъде коронясан вътре в православната църква и церемонията по коронацията е проведена в двора. През 2008 г. на мястото са поставени бюстове на краля и кралицата за отбелязване на събитието.

## Архитектура
Катедралата е част от група от сгради, чиито строеж започва към края на 19 век в национален стил, развит благодарение на Йон Минку и Петре Антонеску, включващ традиционни форми на румънската архитектура – по-специално бранковянския стил; и адаптиран към модерните тогава вкусове. Планът, с вписан гръцки кръст, е съставен въз основата на Княжеската църква в Търговище. По подобен начин, външните декоративни елементи, като ниши, архитектурни орнаменти на капителите на колоните и арките, както и куполите; приличат на тези във влашките църкви от времето на Матей Басараб и Константин Брънковяну. Интериорът е украсен с фрески на Емил Петреску и неговите ученици, което следват каноните на традиционната византийска православна иконография, но същевременно при тях се забелязват и западните влияния.
Входът към сградата има открит портал с големи арки, поддържани от колони с капители. Порталът е украсен с традиционни мотиви, а над него са мозаечни икони на архангелите Михаил и Гавриил. На едната страна на входа има икони на светците Петър и Павел, а на другата – на царете Давид и Соломон. В нишите на портала има мраморни плочи в памет на четири събития: Симеон Щефан принтира първото издание на Новия Завет на „румънски език“ през 1648 г.; обединението на трите румънски княжества, постигнато от Михай Витязул през 1600 г.; екзекуцията на Хория, Клошка и Кришан през 1785 г., и присъединяването на румънската гръко-католическата църква към православната църква през 1948 г. – принудителен акт на новия комунистически режим, подкрепян тогава от православната църква, но осъден като незаконен от гръко-католиците. По време на този период също така, властите променят името на сградата на Catedrală Reîntregirii Neamului („Катедрала на народното единство“), за да сведат до минимум асоциациите със свалената монархия, но името „Катедрала на Коронацията“ е върнато обратно след падането на режима през 1989 г.
Специфична характеристика на катедралата са картините на исторически личности или лица, изиграли роля в местния религиозен живот. Картини на ктитора на първата митрополитска църква в Белград (старото българско име на градската крепост), Михай Витязул, и съпругата му Станка, се намират в нартекса. Високият неф е доминиран от купол, изрисуван с образа на Христос Вседържител и който е поддържан от четири осмоъгълни колони с покритие от монеаски мрамор. Западната стена на нефа е покрита с картини на духовници от времето, когато е построена катедралата: Николай Балан, митрополит на Трансилвания; и Мирон Кристя, патриарх на Румъния, както и дарителските портрети на цар Фердинанд и кралица Мария. Олтарната апсида е украсена с Богородица и сцени от Библията. Има три осмоъгълни кули, всяка осветена от осем прозореца, с луковиден купол на покрива и метален кръст на върха.
Пред украсения с дърворезба и боядисан дъбов иконостас и в непосредствена близост до триумфалната арка, има големи портрети на бившите митрополити на Трансилвания Илие Йорещ и Сава Бранкович; както и на монасите от Висарион Сарай и Софроний от Чоара, и на мъченика Опреа Миклеуш от Селище – всичките канонизирани в катедралата през 1955 г. В близост до иконостаса по време на тържествената коронация е поставена двойка престоли с инкрустирани царски символи. Освен иконостаса, дъбови са и пейките и хора, и съща са украсени с бранковянски мотиви.
Катедралата се намира на правоъгълно място, което има четири павилиона – по един във всеки ъгъл, съединени с галерии, които приличат на тези в манастирите, и формиращи отворени двойни аркади, заобиколен от колони. Някои от колоните имат коринтски капители с бранковянски акцент. В по-големите, източни павилиони, се намират архиепископската резиденция и администрацията. По-малките западни са използвани от хората, които се грижат за сградата и територията. 58-метровата камбанария, с вход към комплекс под нея, се намира между западните павилиони. Мястото е седалище на архиепископия Алба Юлия, която носи тази титла от 1998 г., а от 1975 г. дотогава е била епархия. Сградата е реставрирана през 1993 година, на 75-годишнината от присъединяването на Трансилвания през 1918 г.

## Галерия
- Камбанарията
- Павилион и галерия
- Мозайка на Михай Витязул
- Иконостас